# FMovies

Logo

FMovies war eine Reihe von Websites, die gegen das Urheberrecht verstießen und auf denen Links und eingebettete Videos gehostet werden, die es den Benutzern ermöglichen, Filme illegal kostenlos zu streamen oder herunterzuladen. Der Betrieb in Vietnam wurde im Sommer 2024 durch die dortige Polizei geschlossen.

## Geschichte
Die Seite wurde laut TorrentFreak 2016 erstellt und im Dezember 2016 für die Google-Suche gesperrt.
Im Oktober 2017 verlor FMovies eine Klage des philippinischen Medien- und Unterhaltungskonzerns ABS-CBN und wurde zur Zahlung von 210.000 US-Dollar verurteilt.
Im Januar 2018 wurde die Website von der US-Regierung zusammen mit The Pirate Bay und anderen Piraterieseiten als berüchtigter Markt eingestuft. Im Oktober 2018 wurde Telia Company, ein schwedischer ISP, angewiesen, FMovies zu sperren. Das Unternehmen legte gegen die Anordnung Berufung ein. Im selben Monat meldete die Motion Picture Association of America FMovies zusammen mit anderen Piraterieseiten an die US-Regierung. Im Dezember 2018 wurde FMovies in Australien gesperrt, nachdem im August ein entsprechender Antrag gestellt worden war.
Im Februar 2019 forderte Schweden Werbetreibende auf, einige Piraterie- und Streaming-Seiten, darunter FMovies, auf eine schwarze Liste zu setzen. Im April 2019 wurden Internetanbieter in Indien angewiesen, FMovies zu sperren, und die US-Regierung bezeichnete die Website als eine der wichtigsten Piraterieseiten.
Fmovies wurde im Sommer 2024 durch die vietnamesischen Behörden vom Netz genommen. Dies geschah offenbar auf Veranlassung der Alliance for Creativity and Entertainment (ACE).